# 緞凸節柳珊瑚
緞凸節柳珊瑚是節柳珊瑚科、節柳珊瑚屬的唯一一個種。生活在南極半島的深海海域，但是習性以及大部分的相關資訊不明。

## 分類
過往此種被分類再軟柳珊瑚科，但是2022年McFadden, van Ofwegen和Quattrini 重新建立一個科。

## 名字
是由JoandomeÁnec Ros 識別出這是個新物種，加上gorgia 做為柳珊瑚的一種，才會叫做Ros(發現者)+gorgia ( 柳珊瑚的一個種 )，而inexspectata (拉丁文:意外的)，因為並不會想到會在南極水域發現緞凸節柳珊瑚。

## 型態
緞凸節柳珊瑚的主莖直徑在1.8mm上下，而且以一分為二進行分叉，莖以及分支上的中間沒有紋路。枝條的末端是棍狀的，直徑為2.8~5.9mm。莖是由0.6~1.3mm的軸心骨架和外層厚達0.9~2.4mm的骨骼。
珊瑚蟲有著不規則的分佈在分支上，但在它的最低部分卻沒有，並且往往分布密集在分支的彎曲處。收縮後，它們形成半球形的萼，直徑2.5~5mm，高0.9~2.1mm，有八瓣孔。
牠們的骨針長0.06~0.12，是白色的。

## 資料來源
1. ↑  . www.marinespecies.org.   [2023-08-27]. （原始内容存档于2023-08-27） （英语）.
2. 1 2 3   .   [2023-08-27]. （原始内容存档于2023-08-27） （英语）.